# Happythankyoumoreplease (2010)
Happythankyoumoreplease es una película estadounidense de 2010, escrita y dirigida por Josh Radnor, y protagonizada por el mismo Radnor, Malin Akerman y Kate Mara.

## Argumento
Cuando el escritor Sam Wexler (Josh Radnor) se levanta tarde el día que tiene una importante cita con el director de una de las mejores editoriales de Nueva York no se imagina que va a cruzarse en su camino el pequeño Rasheen (Michael Algieri). Este niño de 10 años se ha perdido en el metro y busca a su madre, por lo que Sam decide llevárselo consigo a la reunión y ayudarle después en su búsqueda. Y entonces conoce a Mississipi (Kate Mara). Mientras tanto, su mejor amiga (Malin Akerman) se dedica a cuestionar a los hombres y porqué un compañero de trabajo está enamorado de ella. Y por si fuera poco, Charlie (Pablo Schreiber) llega a la ciudad desde Los Ángeles y su relación con Mary (Zoe Kazan) está en crisis.

## Premios

### Panorama Internacional de Cineeuropa
| Año  | Categoría          | Resultado |
| ---- | ------------------ | --------- |
| 2010 | Premio del Público | Ganador   |
| Año  | Categoría          | Resultado |
| 2010 | Mejor película     | Ganador   |